# Ófehértó vasútállomás
Ófehértó vasútállomás egy Szabolcs-Szatmár-Bereg vármegyei vasútállomás, Ófehértó településen, a MÁV üzemeltetésében. A belterület északi részén helyezkedik el, a 493-as főút vasúti keresztezése közelében, közvetlen közúti elérését az abból kiágazó 49 323-as számú mellékút teszi lehetővé.

## Vasútvonalak
Az állomást az alábbi vasútvonalak érintik:
- Nyíregyháza–Vásárosnamény-vasútvonal

## Kapcsolódó állomások
A vasútállomáshoz az alábbi állomások vannak a legközelebb:
- Levelek-Magy megállóhely (Nyíregyháza–Vásárosnamény-vasútvonal)
- Ligettanya megállóhely (Nyíregyháza–Vásárosnamény-vasútvonal)

## Forgalom
| Járat        | Útvonal | Gyakoriság   |
| ------------ | --- | ------------ |
| személyvonat | Nyíregyháza – Nyíregyháza külső – Oros – Napkor – Apagy – Levelek-Magy – Ófehértó – Ligettanya – Baktalórántháza – Vaja-Rohod – Rákóczitanya – Nyírmada – Vásárosnamény külső – Vásárosnamény | 2-3 óránként |